# サン＝ジャン＝ダンジェリ
サン＝ジャン＝ダンジェリ （Saint-Jean-d'Angély）は、フランス、ヌーヴェル＝アキテーヌ地域圏、シャラント＝マリティーム県のコミューン。

## 地理
サン＝ジャン＝ダンジェリはサントンジュ地方（fr）の谷の中央にある。ブトンヌ川が流れており、A10高速道に近い。

## 由来
ガロ＝ローマ時代の地名、アンゲリアクム（Angeliacum）に由来する。これはキリスト教徒の人名アンゲルス（Angelus）または、ゲルマン語の人名アンゲル（Angel）と、接尾辞の-acumが合体したもので、西暦100年頃にあった私有地の存在を示している。
中世の伝承によれば、カール大帝の孫にあたるアキテーヌ王ピピン1世（fr）は、ヴァイキングとの戦いのさなか、夢の中で修道士から、洗礼者ヨハネ（聖ジャン）の頭部を捜しにアレクサンドリアへ行くため戻るように警告されたという。アキテーヌ王はアングランの浜でフェリックス修道士を出迎え、そこで奇跡が起きた。戦闘で死んだ30人のフランク人戦士が蘇ったのである。王は自らの城の正面に、聖なる遺物を収めるための修道院建立を決めた。

## 歴史

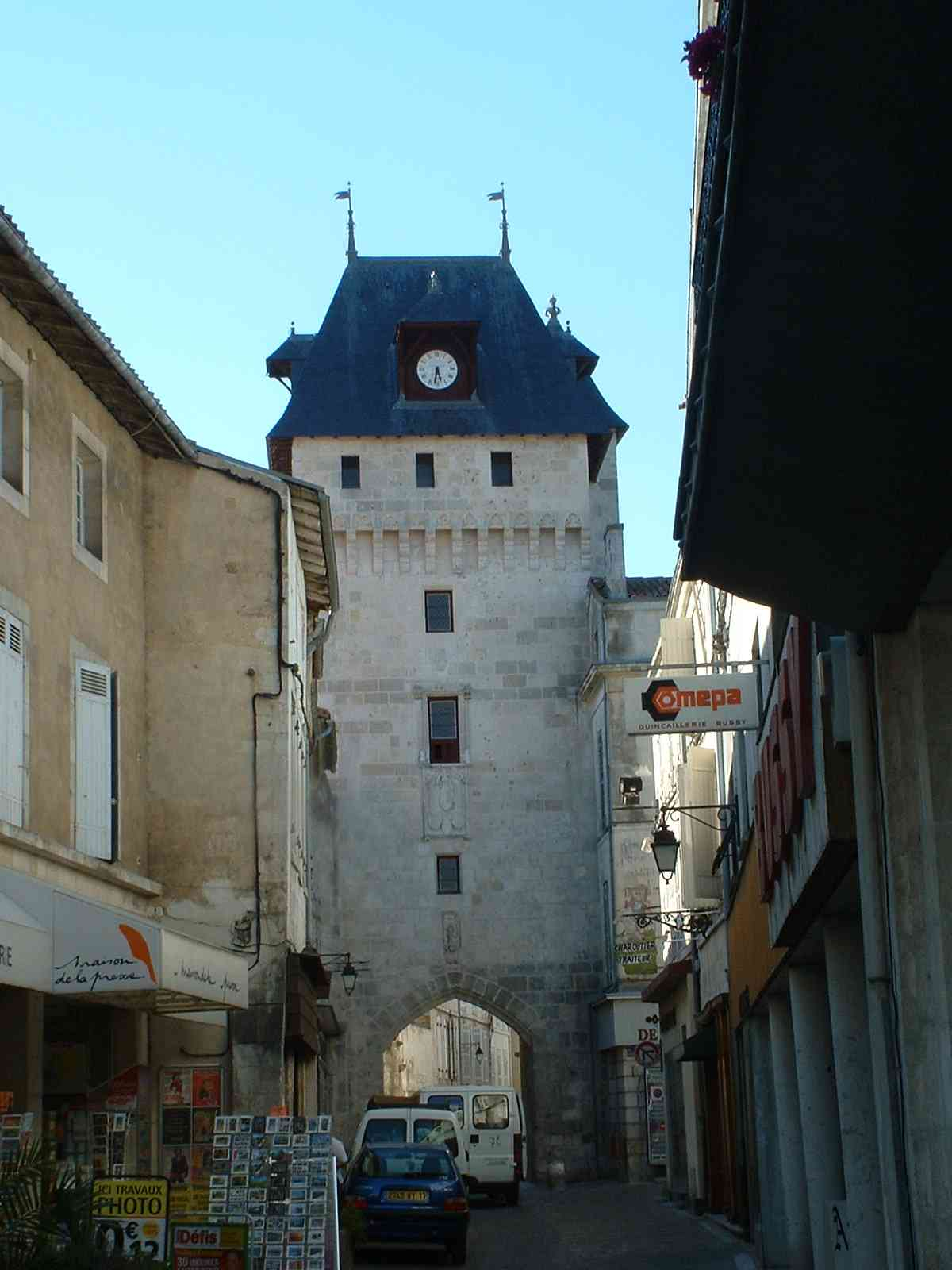
時計塔

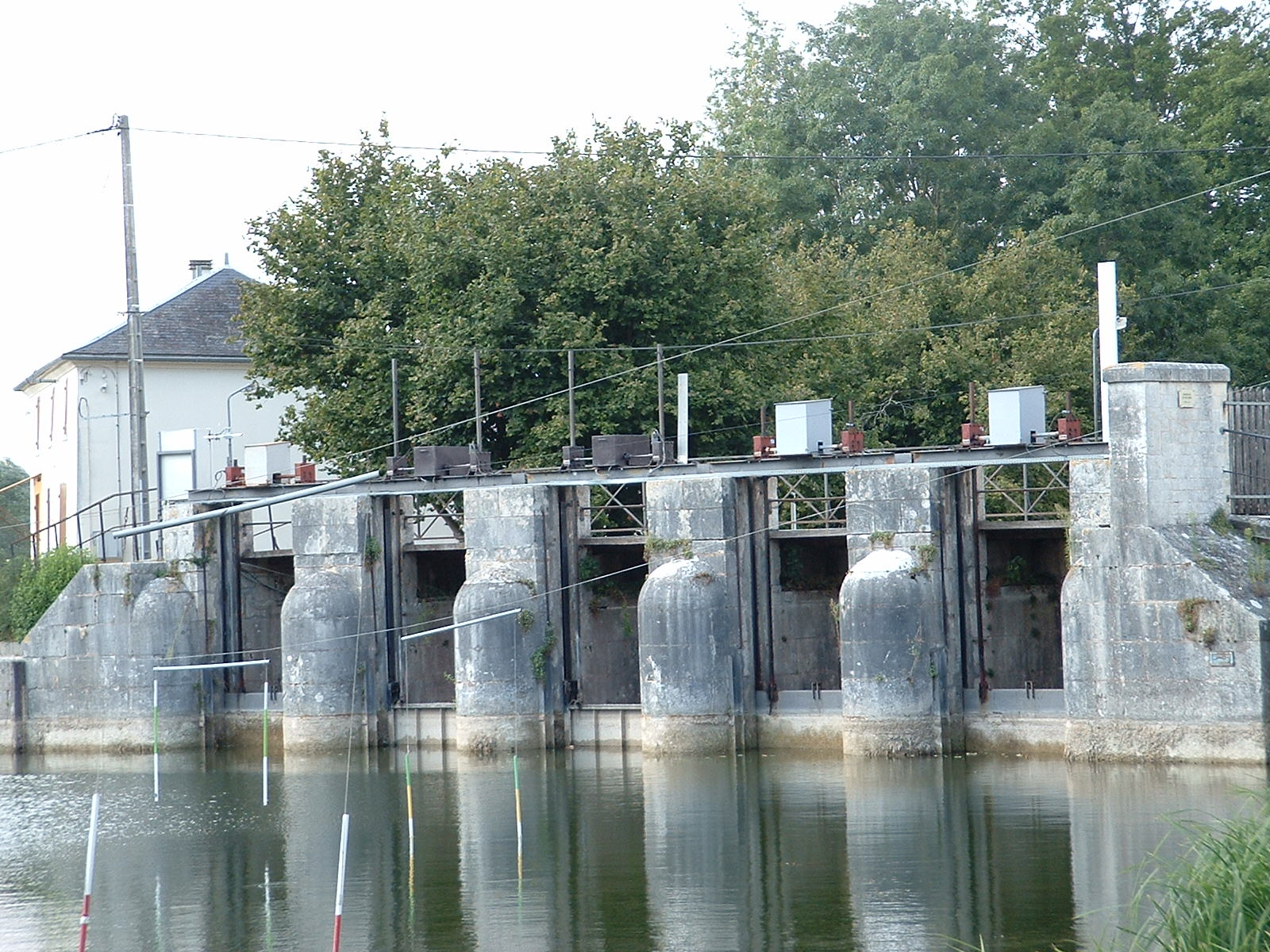
ブトンヌ河の閘門

9000年前のものとされるネクロポリスが、ブトンヌ河岸で発見された。
アキテーヌ公の邸宅と礼拝堂が、同じ場所に建てられていた。
817年、洗礼者ヨハネの聖遺物を収めるための修道院がアキテーヌ王ピピン1世によって建てられた。860年、ヴァイキングがタイユブールに上陸し、サン＝ジャン＝ダンジェリへ向かい、修道院を破壊し修道士たちを虐殺した。
1010年、ベネディクト会によってかつての修道院跡に修道院が建てられた。これが都市の発展の中核となった。中世のサン＝ジャン＝ダンジェリは、オルネ＝ド＝サントンジュとサントの間にある、サンティアゴ・デ・コンポステーラの巡礼路の宿場町であった。
12世紀から15世紀にかけ、イングランド王国とフランス王国が入れ代り立ち代りサン＝ジャン＝ダンジェリを支配した。1199年、地元平民たちはアリエノール・ダキテーヌとその末子ジョンから特権を授かった。1204年にはフィリップ2世が特権を授けた。1351年、ジャン2世が町を包囲した。
13世紀から、修道院はサン＝ジャンのワイン貿易を通じて財を成した。このワインはベルギーのダンム港へ海路で運ばれ、北ヨーロッパ中で消費されていた。別の修道院の収入源として、沿岸で作られる塩を売買があった。
ユグノー戦争中のサン＝ジャン＝ダンジェリは、ユグノーの軍事拠点であった。ゴシック様式の修道院はユグノーによって破壊された。1569年、シャルル9世軍が町を包囲した。
1588年3月、ユグノー派の首領であるコンデ公アンリ1世がサン＝ジャン＝ダンジェリで急死した。彼の妻シャルロット・ド・トレモイユは、夫を騙して毒を飲ませたという容疑を掛けられた。彼女は生まれて間もない息子（のちのコンデ公アンリ2世）とともに昼夜かけて馬で逃亡した。サン＝ジャン＝ダンジェリからヴィルヌーヴ＝ド＝マズレに至る道は、この故事によって『公爵夫人の道』（Chemin de la princesse）と名づけられた。
1621年にユグノー戦争が終結すると、ユグノーの町はルイ13世に降伏した。町を覆う城壁は廃され、彼らの持っていた特権も廃止された。町の名もブール・ルイ（Bourg-Louis）と改名された。人口の多くが町を去り、町は廃れた。
ルイ14世との間に和平が結ばれると王は町を許し、旧名の復活を許した。18世紀、ブランデー貿易で町に繁栄が戻った。
フランス革命期の1793年10月16日、国民公会は王政、封建制度、迷信を連想させる地名の改名を命ずる法令を出した。これによって町の名はアンジェリ＝ブトンヌ（Angély-Boutonne）となった。
1872年から、町を含む地域全体がフィロキセラ流行に侵され、ワイン生産は打撃を受けた（19世紀フランスのフィロキセラ禍）。

## 姉妹都市
- クモンデ、トーゴ
- モンドゼー、オーストリア
- ニュー・イベリア、アメリカ合衆国
- サン＝シュルピス、カナダ